# Gert Trasha
Gert Trasha (ur. 31 stycznia 1988 w Elbasanie) – albański sztangista, olimpijczyk z Aten i Pekinu. Brat Theoharisa, również sztangisty.
W 2003 zadebiutował w zawodach rangi międzynarodowej, biorąc udział w mistrzostwach świata seniorów, jednak nie zaliczył żadnej próby rwania. Rok później reprezentował swój kraj na letnich igrzyskach olimpijskich w Atenach. W ramach igrzysk brał udział w kategorii wagowej do 62 kg i zajął 13. pozycję z rezultatem 255 kg w dwuboju. Trasha reprezentował swój kraj także na igrzyskach w Pekinie, gdzie startował w kategorii wagowej do 69 kilogramów i nie został ostatecznie sklasyfikowany, z powodu niezaliczenia żadnej z prób rwania.
W 2005 roku otrzymał brązowy medal igrzysk śródziemnomorskich w kategorii wagowej do 62 kg, w konkurencji podrzutu.

## Osiągnięcia
| Rok     | Zawody                      | Miasto             | Miejsce | Kategoria | Wynik  |
| ------- | --------------------------- | ------------------ | ------- | --------- | ------ |
| 2003    | Mistrzostwa świata          | Vancouver          | N/A     | 56 kg     | 0 kg   |
| 2004    | Letnie igrzyska olimpijskie | Ateny              | 13.     | 62 kg     | 255 kg |
| 2005    | Mistrzostwa świata juniorów | Busan              | 8.      | 62 kg     | 260 kg |
| 2006    | Mistrzostwa świata juniorów | Hangzhou           | 5.      | 62 kg     | 285 kg |
| 2006    | Mistrzostwa świata          | Santo Domingo      | 24.     | 62 kg     | 260 kg |
| 2007    | Mistrzostwa świata juniorów | Praga              | 4.      | 69 kg     | 309 kg |
| 2008    | Mistrzostwa Europy          | Lignano Sabbiadoro | 8.      | 69 kg     | 304 kg |
| 2008    | Letnie igrzyska olimpijskie | Pekin              | N/A     | 69 kg     | 0 kg   |
| Źródło: |                             |                    |         |           |        |